# Liste der Nummer-eins-R&B-Alben in den USA (1967)
Dies ist eine Liste der Nummer-eins-Alben in den von Billboard ermittelten Verkaufscharts für R&B-Alben in den USA im Jahr 1967. In diesem Jahr gab es elf Nummer-eins-Alben.
| ← 1966 ← | Liste der Nummer-eins-R&B-Alben in den USA | Liste der Nummer-eins-R&B-Alben in den USA | Liste der Nummer-eins-R&B-Alben in den USA | 1968 →                    |
| \| Zeitraum \| Wo. ges. \| Interpret \| Titel \| Zusätzliche Informationen \| \| (Zeitraum, Wochen auf Platz eins, Interpret, Titel, zusätzliche Informationen) \| \| \| \| \| \| ------------------------------------------------------------------------------ \| -------- \| ------------------------------- \| ------------------------------------------- \| ------------------------- \| \| 31. Dezember 1966 – 3. Februar 1967 5 Wochen (insgesamt 5) \| 5 \| The Temptations \| Greatest Hits[1] \| - \| \| 4. Februar 1967 – 10. Februar 1967 1 Woche (insgesamt 1) \| 1 \| The Four Tops \| Four Tops Live[2] \| - \| \| 11. Februar 1967 – 10. März 1967 4 Wochen (insgesamt 4) \| 4 \| The Temptations \| Greatest Hits \| - \| \| 11. März 1967 – 31. März 1967 3 Wochen (insgesamt 3) \| 3 \| The Supremes \| The Supremes Sing Holland–Dozier–Holland[3] \| - \| \| 1. April 1967 – 7. April 1967 1 Woche (insgesamt 1) \| 1 \| The Cannonball Adderley Quintet \| Mercy, Mercy, Mercy! Live at ‘The Club’[4] \| - \| \| 8. April 1967 – 28. April 1967 3 Wochen (insgesamt 3) \| 3 \| The Temptations \| Temptations Live![5] \| - \| \| 29. April 1967 – 14. Juli 1967 11 Wochen (insgesamt 11) \| 11 \| Aretha Franklin \| I Never Loved a Man the Way I Love You[6] \| - \| \| 15. Juli 1967 – 28. Juli 1967 2 Wochen (insgesamt 2) \| 2 \| Bill Cosby \| Revenge[7] \| - \| \| 29. Juli 1967 – 11. August 1967 2 Wochen (insgesamt 2) \| 2 \| Dionne Warwick \| Here Where There Is Love[8] \| - \| \| 12. August 1967 – 1. September 1967 3 Wochen (insgesamt 14) \| 14 \| Aretha Franklin \| I Never Loved a Man the Way I Love You \| - \| \| 2. September 1967 – 8. September 1967 1 Woche (insgesamt 1) \| 1 \| The Temptations \| The Temptations with a Lot o’ Soul[9] \| - \| \| 9. September 1967 – 13. Oktober 1967 5 Wochen (insgesamt 5) \| 5 \| Aretha Franklin \| Aretha Arrives[10] \| - \| \| 14. Oktober 1967 – 29. Dezember 1967 11 Wochen (insgesamt 11) \| 11 \| Diana Ross & The Supremes \| Greatest Hits[11] \| - \| |                                            |                                            |                                            |                           |
| ← 1966 |                                            |                                            |                                            | → 1968 →                  |
| Zeitraum | Wo. ges.                                   | Interpret                                  | Titel                                      | Zusätzliche Informationen |
| (Zeitraum, Wochen auf Platz eins, Interpret, Titel, zusätzliche Informationen) |                                            |                                            |                                            |                           |
| 31. Dezember 1966 – 3. Februar 1967 5 Wochen (insgesamt 5) | 5                                          | The Temptations                            | Greatest Hits                              | -                         |
| 4. Februar 1967 – 10. Februar 1967 1 Woche (insgesamt 1) | 1                                          | The Four Tops                              | Four Tops Live                             | -                         |
| 11. Februar 1967 – 10. März 1967 4 Wochen (insgesamt 4) | 4                                          | The Temptations                            | Greatest Hits                              | -                         |
| 11. März 1967 – 31. März 1967 3 Wochen (insgesamt 3) | 3                                          | The Supremes                               | The Supremes Sing Holland–Dozier–Holland   | -                         |
| 1. April 1967 – 7. April 1967 1 Woche (insgesamt 1) | 1                                          | The Cannonball Adderley Quintet            | Mercy, Mercy, Mercy! Live at ‘The Club’    | -                         |
| 8. April 1967 – 28. April 1967 3 Wochen (insgesamt 3) | 3                                          | The Temptations                            | Temptations Live!                          | -                         |
| 29. April 1967 – 14. Juli 1967 11 Wochen (insgesamt 11) | 11                                         | Aretha Franklin                            | I Never Loved a Man the Way I Love You     | -                         |
| 15. Juli 1967 – 28. Juli 1967 2 Wochen (insgesamt 2) | 2                                          | Bill Cosby                                 | Revenge                                    | -                         |
| 29. Juli 1967 – 11. August 1967 2 Wochen (insgesamt 2) | 2                                          | Dionne Warwick                             | Here Where There Is Love                   | -                         |
| 12. August 1967 – 1. September 1967 3 Wochen (insgesamt 14) | 14                                         | Aretha Franklin                            | I Never Loved a Man the Way I Love You     | -                         |
| 2. September 1967 – 8. September 1967 1 Woche (insgesamt 1) | 1                                          | The Temptations                            | The Temptations with a Lot o’ Soul         | -                         |
| 9. September 1967 – 13. Oktober 1967 5 Wochen (insgesamt 5) | 5                                          | Aretha Franklin                            | Aretha Arrives                             | -                         |
| 14. Oktober 1967 – 29. Dezember 1967 11 Wochen (insgesamt 11) | 11                                         | Diana Ross & The Supremes                  | Greatest Hits                              | -                         |